# 菲策菲策吸虫
菲策菲策吸虫（学名：Fischoederius fischoederi）为腹袋科菲策属的动物。分布于斯里兰卡以及中国大陆的福建、江西、四川等地，营寄生生活，宿主黄牛以及寄生于瘤胃。